# Список потерь российской авиации в Первой чеченской войне
В данном списке перечислены самолёты и вертолёты, потерянные в ходе Первой чеченской войны (1994—1996 гг.). Приведены только безвозвратные потери (то есть летательные аппараты, которые были полностью уничтожены или списаны из-за невозможности ремонта), как боевые, так и небоевые.
По доступным данным, в Первой чеченской войне ВВС России потеряли шесть самолётов. Определить потери вертолётов сложнее; например, известно, что к концу июля 1995 года безвозвратные потери составили 7 Ми-24 , однако за этот период известны подробности потерь только 5 машин этого типа (см. ниже). Полные данные о вертолётных потерях за всю войну в открытых источниках не обнаружены. По некоторым данным, только армейская авиация (без учёта авиации МВД) потеряла 17 Ми-24 и 4 Ми-8 .

## Вертолёты
- 14 декабря 1994 — Ми-8 (325-й отдельный вертолётный полк). Подбит огнём с земли в районе Нового Шароя, выполняя полёт с грузом продуктов и медикаментов. Совершил вынужденную посадку; два члена экипажа убиты противником на земле, третий умер в плену от ран.
- 20 декабря 1994 — Ми-8МТВ-2 (ВВ МВД). Сбит выстрелом из РПГ во время эвакуации потерь в районе станицы Петропавловская. Погибли 5 человек.
- 5 января 1995 — Ми-8 (ВВ МВД). Сбит выстрелом из РПГ в районе Каргалинской плотины, выполняя атаку наземных целей. Погибли 4 члена экипажа.

- 25 января 1995 — два Ми-24В (178-й отдельный боевой вертолётный полк). Вертолёты столкнулись с землёй, выполняя боевой вылет на малой высоте в сложных метеорологических условиях. Оба экипажа (6 человек) погибли.
- 16 апреля 1995 — Ми-24 разбился (вероятно, сбит). Экипаж погиб.
- 30 апреля 1995 — Ми-24. Вертолёт повреждён зенитным огнём в районе Гиляны во время перемирия по случаю 50-й годовщины Победы над Германией. Совершил вынужденную посадку на территории Дагестана. Экипаж не пострадал, машина списана.
- 24 мая (23?) 1995 — Ми-24 (55-й отдельный боевой вертолётный полк). Потерян в районе Чечен-Аул в результате технической неисправности или огня с земли. 3 члена экипажа погибли.
- 4 июня 1995 — Ми-24 (225-й отдельный боевой вертолётный полк). Сбит огнём с земли в районе Ножай-Юрт. Оба члена экипажа командир, капитан А.Н. Карпов и лётчик-оператор, лейтенант В.А. Хохлачёв — погибли.
- 9 июня 1995 — Ми-8МТ (325-й отдельный вертолётный полк). Сбит огнём с земли в районе Шарой. Погибли 2 (по другим данным, 3) члена экипажа.
- 11 июня (12?) 1995 — Ми-8. Вертолёт подбит огнём ЗУ-23-2 в районе Шатоя и сгорел после падения. Экипаж выжил.
- 27 сентября 1995 — Ми-8МТ. Сбит огнём с земли при заходе на посадку в Ханкале с ранеными на борту. Один из пассажиров умер от полученных ранений.
- 5 декабря 1995 — Ми-24 (112-й отдельный транспортно-боевой вертолётный полк). При сопровождении вертолёта Ми-8 столкнулся с землёй по неизвестной причине в районе Карабулах (Ингушетия). Оба члена экипажа погибли.
- 14 декабря 1995 — Ми-24. Подбит огнём с земли и предположительно потерян. Оба члена экипажа спасены.
- 9 января 1996 — два Ми-8МТВ-2. Уничтожены на аэродроме Кизляр (Дагестан) боевиками Салмана Радуева.
- 14 апреля 1996 — Ми-8 (70-й отдельный смешанный авиационный полк). Сбит огнём с земли в районе Виноградное. Погибли 4 человека.
- 29 мая 1996 — Ми-8МТВ (10-я отдельная авиационная эскадрилья). Уничтожен управляемой ракетой на земле при выполнении специального задания. Погибли 2 человека.
- 20 июня 1996 — Ми-8МТ. Сбит в районе Черентой. Погиб 1 член экипажа, капитан Д. Орехов.
- 6 августа 1996 — три Ми-8. Все три вертолёта подбиты огнём с земли и сгорели после вынужденных посадок в Грозном в первый день операции «Джихад». Из состава экипажей погиб 1 человек.

## Самолёты
- Декабрь 1994 — тип неизвестен. Сбит огнём с земли в районе Шатоя. Пилот катапультировался и спасён[3].
- 3 февраля 1995 — Су-24М. Столкнулся с горой в плохих метеорологических условиях юго-восточнее станицы Червлённая. Оба члена экипажа погибли.
- 4 февраля 1995 — Су-25 (368-й отдельный штурмовой авиаполк). Сбит огнём ЗСУ-23-4 в районе Чечен-Аул. Пилот Николай Баиров катапультировался и был объявлен пропавшим без вести (позже признан погибшим); посмертно удостоен звания Героя России.
- 4 февраля 1995 — Су-25 (368-й отдельный штурмовой авиаполк). Самолёт осуществлял прикрытие Баирова после его катапультирования и подбит зенитным огнём. Пилоту удалось вернуть машину на аэродром, однако она не восстанавливалась. Позднее отреставрирована и в 2002 году поставлена в г. Будённовске в качестве памятника.[4][5]

- 5 мая 1995 — Су-25 (368-й отдельный штурмовой авиаполк). Сбит огнём ДШК в районе Беноя во время перемирия по случаю 50-й годовщины Победы над Германией. Пилот погиб.
- Июль 1995 - Ан-30 (5-я отдельная дальняя разведывательная авиаэскадрилья) Списан после неудачной посадки на аэродроме "Ростов-на-Дону", экипаж не пострадал.
- 4 апреля 1996 — Су-25 (368-й отдельный штурмовой авиаполк). Подбит огнём ЗУ-23-2. Пилот катапультировался и спасён.
- 5 мая 1996 — Су-25УБ (368-й отдельный штурмовой авиаполк). Сбит ПЗРК. Оба члена экипажа, полковник Игорь Свиридов и Олег Исаев, погибли.
- летом 1994 в районе села Дарбанхи Гудермесского р-на, в плохих метеорологических условиях столкнулся с горой Су 25к. Летчик Петляков погиб.

## Общая статистика
По состоянию на 16 июля 2025 года в списке перечислены следующие потери:
| Вертолёты    | #   |
| Ми-8         | 14  |
| Ми-24        | 7-8 |
| Итого: 21-22 |     |

| Самолёты           | # |
| Су-24              | 1 |
| Су-25              | 7 |
| Тип неизвестен     | 1 |
| Итого: 9 самолётов |   |

Эти данные не являются полными и могут меняться по мере дополнения списка.